# フェアバンクス・モースH-16-44形ディーゼル機関車
フェアバンクス・モースH-16-44形ディーゼル機関車は、フェアバンクス・モースが1950年4月から1963年2月まで製造したディーゼル・エレクトリック機関車である。この機関車は、前モデルのFM H-15-44と車台と車体を共有し（別の車体とフレーム、大きな主機関を持つエンドキャブのFM H-20-44とは異なる）、同じ8気筒の対向ピストンエンジンを搭載しているが、出力は1,600馬力に向上していた。車軸配置はAARのB-Bで、2軸ボギー台車（すべての車軸が動力を有する）に載せられていた。1950年代後半に、台車はほとんどの場合、フェアバンクス・モースの「Cライナー」機関車に使用されているものと同じユニットに置き換えられた。
フェアバンクス・モースの他の車両と同様に、1954年までに製造されたH-16-44は、レイモンド・ローウィのデザインの影響を受けた特徴的な傾斜した車体ラインや、ラジエーターシャッターの周りに目立つ突出部分を持っていた。運転室の側窓にははめ殺しの「ハーフムーン」型の窓ガラスも使用されており、小判形の外観を呈していた。コスト削減のため、1953年以降は「ハーフムーン」型窓ガラスが廃止され、ヘッドライトのマウントが平らになった。スパルタンデザインは、直線的な後端部、余分の傾斜のない連結部分に見いだせる。また、バッテリーボックスに通気スロットが追加され、爆発の可能性が減少した。1955年3月に始まった最終生産フェーズでは、フェアバンクス・モースの「トレインマスター」シリーズによく似た外観の機関車が生産された。
合計209両がアメリカ合衆国向けに製造され、1955年3月から1957年6月までにカナダ向けにカナディアン・ロコモティブ・カンパニー（CLC）が58両を製造、さらに32両がメキシコに輸出された。今日までに完全な状態で残存しているH-16-44は、メキシコプエブラ州プエブラの国立メキシコ鉄道博物館にあるFNM（元CHP）602号と、メキシコチワワ州ヌエボ・カサス・グランデスに展示されているCHP525号である。また、CHP524号の外殻がチワワ州テモリスで記念碑として展示されている。1970年代にカナディアン・パシフィックが保存のために残していた元カナディアン・パシフィックの8554号機は、カナダ鉄道史協会の所有となった後に移送の問題により、2023年12月に解体された。

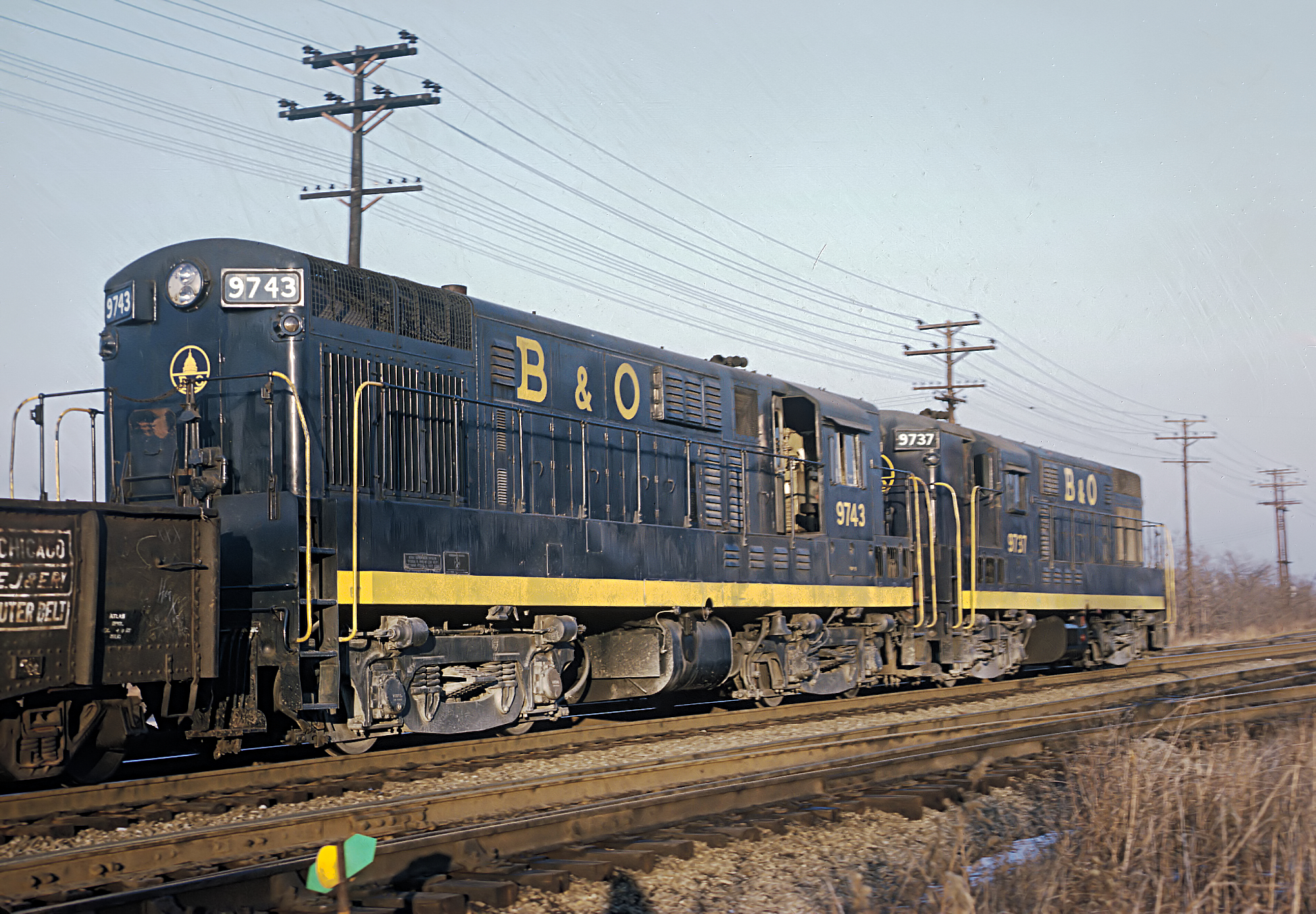
ボルチモア・アンド・オハイオ鉄道の9743号機（元6708）と9737号機（元925）、共に最終型。

## フェアバンクス・モースによる製造車両（1950–1963年）
| 鉄道会社                                                         | 両数 | 車両番号                     |
| ---------------------------------------------------------------- | ---- | ---------------------------- |
| アクロン・カントン・アンド・ヤングスタウン鉄道                   | 8    | 201–208                      |
| アラバマ・グレート・サザン鉄道                                   | 6    | 6545–6550                    |
| サンタフェ鉄道                                                   | 20   | 2800–2819                    |
| ボルチモア・アンド・オハイオ鉄道                                 | 10   | 906, 907, 925–927, 6705–6709 |
| ボスケス・デ・チワワ                                             | 2    | 501, 1000                    |
| セントラル・レールロード・オブ・ニュージャージー                 | 4    | 1514–1517                    |
| シカゴ・ミルウォーキー・セント・ポール・アンド・パシフィック鉄道 | 37   | 2450–2516                    |
| チワワ太平洋鉄道                                                 | 30   | 501–525, 600–605             |
| デラウェア・ラッカワナ・アンド・ウェスタン鉄道                   | 6    | 930–935                      |
| ロングアイランド鉄道                                             | 8    | 1501–1509                    |
| ミズーリ・カンザス・テキサス鉄道                                 | 5    | 1591, 1731–1734              |
| ニューヨーク・セントラル鉄道                                     | 13   | 7000–7012                    |
| ニューヨーク・ニューヘイブン・アンド・ハートフォード鉄道         | 25   | 560–569, 1600–1614           |
| ペンシルバニア鉄道                                               | 10   | 8807–8816                    |
| ピッツバーグ・アンド・ウェストバージニア鉄道                     | 4    | 90–93                        |
| サザン鉄道                                                       | 10   | 2146–2155                    |
| ユニオン・パシフィック鉄道                                       | 3    | DS1340–DS1342                |
| バージニアン鉄道                                                 | 40   | 10–49                        |

## カナディアン・ロコモティブ・カンパニーによる製造車両（1955–1957年）
| 鉄道会社                       | 両数 | 車両番号                        |
| ------------------------------ | ---- | ------------------------------- |
| カナディアン・ナショナル鉄道   | 18   | 1841–1858                       |
| カナディアン・パシフィック鉄道 | 40   | 8547–8556, 8601–8610, 8709–8728 |